# Овчинниково (Приморский край)
Овчи́нниково — село в Хасанском районе Приморского края, входит в состав Барабашского сельского поселения.

## Географическое положение
Село находится на берегу реки Барабашевка, в 28 км от её впадения в Амурский залив, на расстоянии 58 км (по автодорогам) от посёлка городского типа Славянка, административного центра района, и 140 км (по автодорогам) от города Владивосток, административного центра края.

## История
Основано в 1898 году. Существует две гипотезы происхождения названия села: по одной из них оно было названо в честь русского офицера, проводившего топографическую съёмку местности и изыскательские работы под таможенный пост, по другой — в честь купца Овчинникова Николая Афанасьевича.
В 1910 году открыта школа. В 1929 году на базе села был основан колхоз «им. Ворошилова», переименованный в 1957 году в колхоз «им. Овчинникова» — Героя Советского Союза Овчинникова Григория Семёновича, повторившего подвиг Александра Матросова. В 1960 году колхоз был реорганизован в совхоз.

## Население
| 1898 | 1900 | 1910 | 1912 | 1915 | 1926 | 1959 |
| ---- | ---- | ---- | ---- | ---- | ---- | ---- |
| 9    | ↗36  | ↘26  | ↗137 | ↗175 | ↗217 | ↘153 |
| 2002 | 2005 | 2010 |      |      |      |      |
| ↘98  | ↘97  | ↘71  |      |      |      |      |

## Улицы
В селе имеется одна улица — Овчинникова.

## Транспорт
Село связано автомобильной дорогой длиной 11 км с трассой А189 Раздольное — Хасан. Ближайшая железнодорожная станция Приморская находится на расстоянии 23 км к югу в посёлке Приморский.